# 陳宗彥
陳宗彥（1967年4月15日—），臺灣政治人物，民主進步黨籍，臺南市出身。東海化學系、逢甲都計碩士、國立成功大學建築系博士候選人。

## 經歷
陳宗彥在1998年參選臺中縣議員（龍井、大肚、烏日選區）落選，後來歷任臺中縣大里市公所機要秘書、臺灣省政府主席室參議兼發言人、開拓省政研究室副主任、花蓮縣政府發言人。2005年當選臺南市議員，之後又出任臺南市政府民政局局長、臺南市政府新聞及國際關係處處長
2018年6月1日起任中華民國內政部政務次長、曾任嚴重特殊傳染性肺炎中央流行疫情指揮中心副指揮官。2022年6月12日至19日，因防疫中心指揮官陳時中確診嚴重特殊傳染性肺炎暫代指揮官業務。
2023年1月31日起擔任中華民國行政院發言人，但於同年2月因性招待指控辭職。

## 爭議

### 內政部政務次長時期
2021年10月19日，時任中央流行疫情指揮中心副指揮官的陳宗彥於疫情記者會澄清，國內接種小黃卡僅提供國內施打使用，在國外接種者則需攜帶國外接種卡，記者據此提問「拿大陸接種證明換發小黃卡」一事，陳的回覆「因為你講大陸，我實在不知道哪一個國家」，在網路上引發討論。

### 被指控接受性招待

#### 立委提出指控
2023年2月17日，民眾黨立委陳琬惠指控，陳宗彥在10年前，擔任台南市政府官員期間，曾接受性招待；陳宗彥則回應這是未經查證的報導。同日晚間，陳宗彥宣布辭去行政院發言人一職。
媒體報導指稱，陳宗彥在臺南市政府任職期間，接受酒店性招待。陳不僅提供業者建議，後續也特別關切該案的商業登記及申請建築執照狀況。

#### 南檢曾以查無事證簽結
曾有檢察官認為陳宗彥涉嫌違反《貪污治罪條例》進行偵辦，而台南地檢署在2015年表示，陳宗彥連犯罪嫌疑都沒有，以「查無事證」簽結。

#### 監委提案彈劾不成立
2023年2月24日，監察委員王美玉、林國明與蘇麗瓊認為南檢的偵辦結果有爭議，申請自動調查，並在2024年2月提案彈劾陳宗彥，最終2票贊成、11票反對，彈劾案不成立。
3月21日，國民黨立法院黨團召開記者會，公开质疑11位反对彈劾的監察委員，國民黨團将投票反对这些人續任監察委員。民進黨立法院黨團幹事長吳思瑤则称，立委不適宜評論監察院的調查結果，立法院更不宜夹带政黨意識形態過當批判个案。
2024年3月23日，監察委員王美玉、林國明與蘇麗瓊的調查報告表示，根據監聽譯文和Line畫面截圖，酒店業者以「陳董、同學、老闆的朋友」等詞代稱陳宗彥，用「喝咖啡」代稱性交易，認為陳宗彥疑似在2012年12月到2013年12月間接受8次性招待。陳宗彥回應他不是「陳董」，未被監委採信。
針對彈劾結果，中國國民黨立委徐巧芯在4月提案修改《監察院組織法》，明文規定監委需退出政黨活動，限制政治色彩過重者擔任監委職務。

#### 南檢重新調查並起訴
2024年8月15日，台南地檢署在重啟偵查後，認為陳宗彥接受酒店業者性招待2次，涉犯《貪污治罪條例》將其起訴，並請求從重量刑。

#### 一審無罪
2025年5月15日，台南地方法院判決，由於證據不足，無法確定「陳董」就是陳宗彥，亦無法證明陳宗彥曾經從事性交易或接受性服務，判陳宗彥無罪。

## 外部連結
- 陳宗彥的Facebook專頁
- 陳宗彥的X（前Twitter）

| 中華民國政府職務 | 中華民國政府職務                          | 中華民國政府職務                   |
| ---------------- | ----------------------------------------- | ---------------------------------- |
| 行政院           |                                           |                                    |
| 前任： 羅秉成    | 行政院發言人 2023年1月31日－2023年2月17日 | 繼任： 羅秉成（代理） 正任：林子倫 |